# Palazzo Reburdone
Der Palazzo Reburdone  ist ein Adelspalast aus dem 18. Jahrhundert in der sizilianischen Stadt Catania.

## Geschichte
Der Palazzo ist ein Spätwerk Giovanni Battista Vaccarinis. Der Adelspalast wurde für die Familie Guttadauro di Reburdone erbaut und gehört zum catanesischen Spätbarock.

## Eingangshalle
Das Hauptcharakteristikum des Palazzos ist die offene, doppelläufige Treppe am Ende des Hofes.
Sie folgt in der Konstruktion einem Muster, das Felice Sanfelice häufig in neapolitanischen Adelspalästen angewandt hat. Es besteht jedoch ein wesentlicher Unterschied. Während Sanfelice in  barocker Manier die Treppenflucht als willkommenen Anlass für eine starke Betonung der Diagonalen benutzte, hat sich Vaccarini eine Komposition aus zwei horizontalen Arkadenreihen ausgedacht, bei denen nur das Ansteigen der seitlichen Balustraden des Untergeschosses verrät, dass es sich hier um eine Treppe handelt und nicht einfach um eine zweistöckige Loggia.

## Weitere Räume
Im Palast befinden sich zwei große Festsäle. Einer ist mit Gewölbefresken von Sebastiano Lo Monaco verziert, der andere ist in klassizistischem Stil gehalten.